# Pliopitec

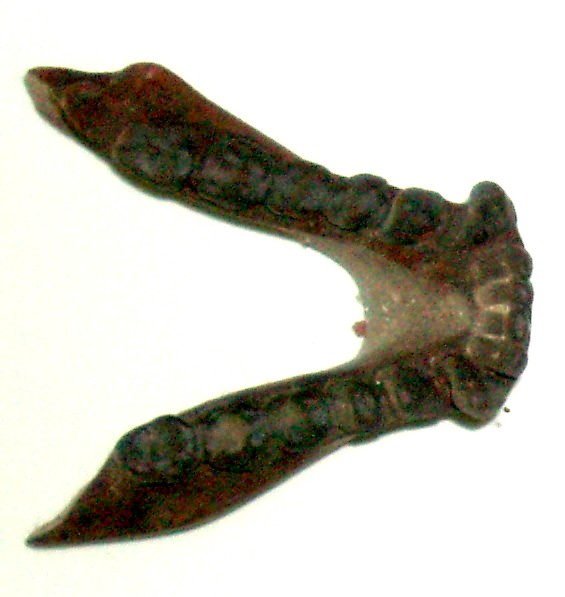
Pliopithecus antiquus, mandíbula

Els pliopitecs (Pliopithecus) són un gènere de primats extints del Miocè i Pliocè. Fou descobert el 1837 per E. Lartet (1801–1871) a França, amb fòssils descoberts a Suïssa i Catalunya (Pliopithecus canmatensis)
Pliopithecus tenia la mida similar i la forma d'un modern gibó, amb el qual està relacionat però no probablement un ancestre directe. Tenia els membres llargs, mans i peus, i possiblement podia balancejar-se entre els arbres utilitzants els braços. A diferència dels gibons, tenia la cua curta, i una visió estereoscòpica només parcial.
Anapithecus hi està estretament relacionat i inicialment se'l considerava un subgènere de Pliopithecus.